# Taiwans parlament
Taiwans parlament (kinesiska 立法院, lìfǎyuàn) är det lagstiftande organet av Taiwan (formellt Republiken Kina). Parlamentet består av 113 representanter varav 73 väljs från valkretsar som från kommuner, specialkommuner och landskap. Tre platser är kvoterat för Taiwans ursprungsfolket och 34 för taiwanesiska diasporan.. Mandatperioden är fyra år, och senaste valet ägde rum i januari 2024 . 
Parlamentet har makt att bl.a. stifta lag, planera statens budjet, rösta om förtroende för president och vicepresident.
Parlamentariskt arbete sker i åtta permanenta kommittéer och fyra ad hoc-kommittéer.

## Våld och protester
I 1995 fick Taiwans parlament den satiriska Ig Nobelpriset (kategorin "Fred"). Enligt rådet har parlamentet demonstrerat att politiker kan få mera saker och ting gjorda genom att slå, sparka och rista varandra än genom att gå i kriget med andra länder.. Taiwans parlament är känt för våld i parlament. Slagsmål har ägt rum bl.a. i 2007, 2006 och tre separata gånger i 2004..
I 2014 blev parlamentsbyggnaden ockuperad av protesterande studenter för 24 dagar. Ockupationen började den 17 mars och orsaken till den var en kontroversiell handelsavtal mellan Taiwan och folkrepubliken Kina.. 

## Senaste val
Parlamentsval hålls vart fjärde år.
Det senaste val hölls i januari 2024 samtidigt med presidentvalet. Kuomintang vann mest mandat i parlamentet.

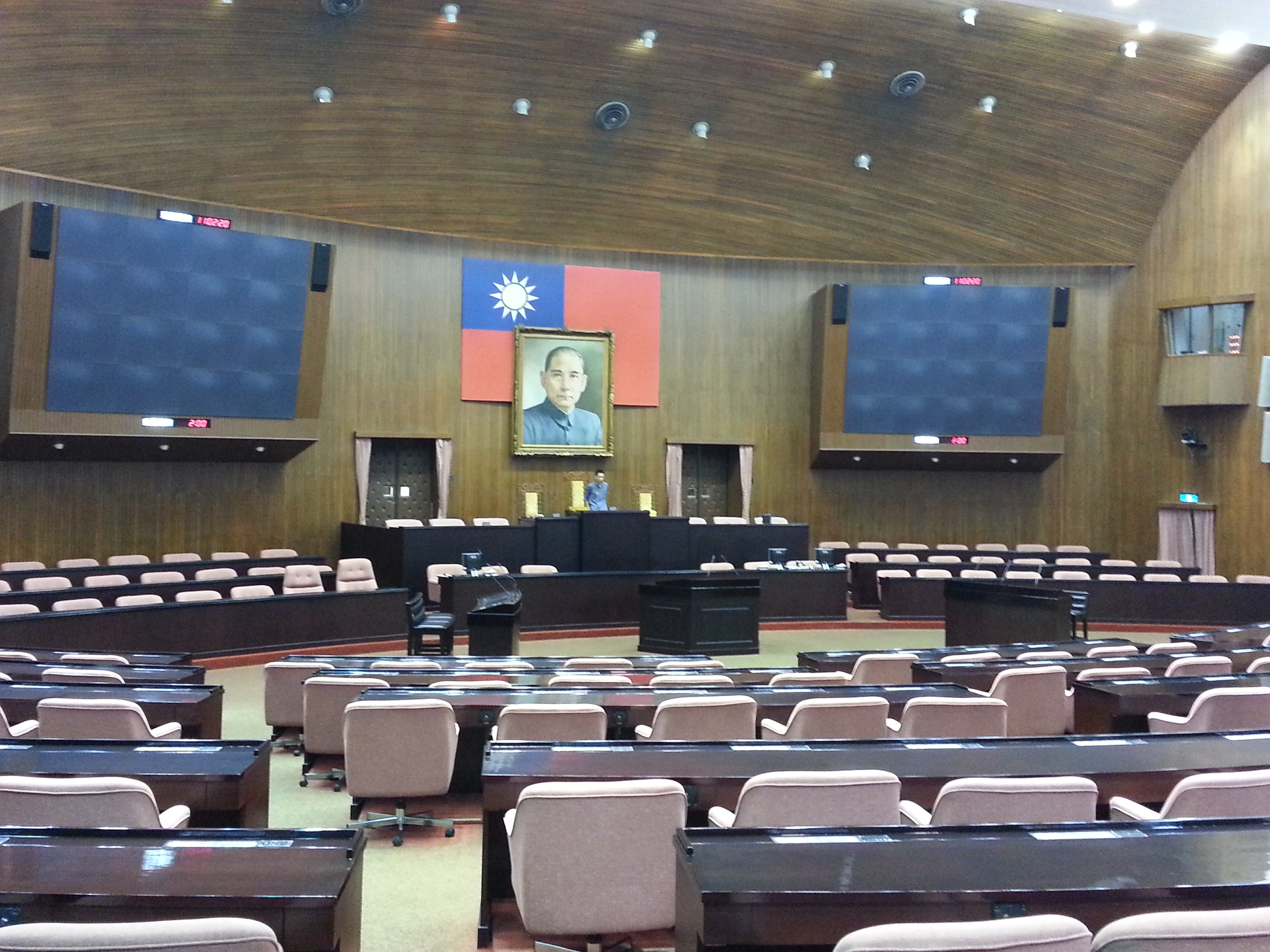
Parlamentets kammare med porträtt av Sun Yat-sen.